# روبرتو مانسینلی (بازیکن فوتبال)
روبرتو مانسینلی (انگلیسی: Roberto Mancinelli؛ زادهٔ ۲۹ ژانویهٔ ۱۹۷۶) بازیکن فوتبال اهل ایتالیا است.
از باشگاه‌هایی که در آن بازی کرده‌است می‌توان به باشگاه فوتبال سورنتو کالچو، باشگاه ورزشی لاتزیو، و باشگاه فوتبال بنونتو اشاره کرد.